# Rue Bessie-Coleman
La rue Bessie-Coleman est une rue du 20e arrondissement de Paris, en France.

## Situation et accès
La rue Bessie-Coleman est située dans le 20e arrondissement de Paris. Elle débute rue Paul-Meurice et se termine rue des Frères-Flavien. Elle est parallèle à la rue Gustave-et-Martial-Caillebotte.
Elle est desservie à proximité par les lignes 3 bis et 11 à la station Porte des Lilas.

## Origine du nom

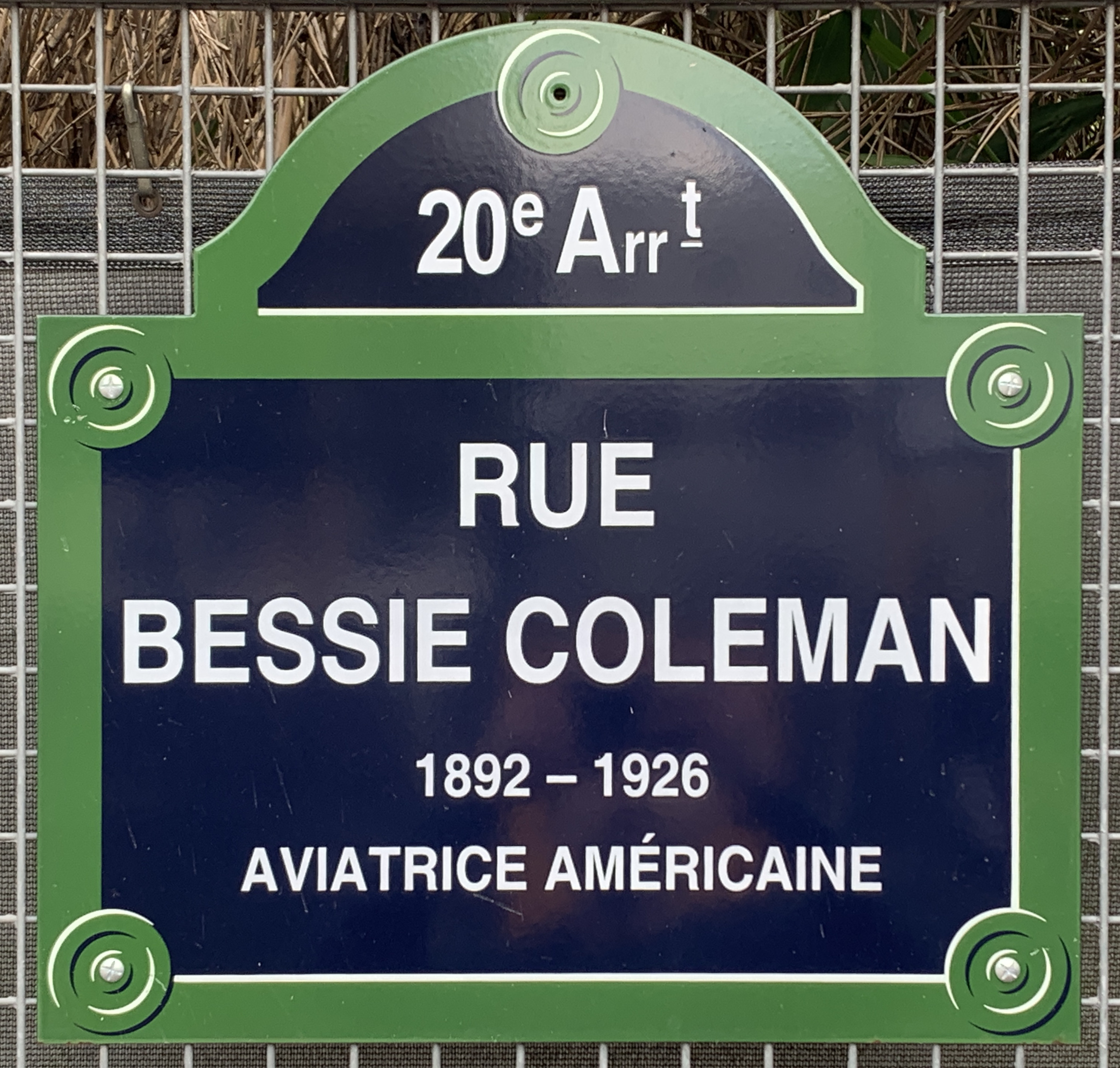
Plaque de la rue.

Elle porte le nom de l'aviatrice américaine Bessie Coleman (1892-1926).

## Historique
Cette voie a été dénommée provisoirement « voie FP/20 », avant de prendre le nom de rue Bessie Coleman en 2015.